# Vallekilde Kirke
Vallekilde Kirke er en kirke i Vallekilde Sogn i Roskilde Stift, Odsherred Kommune.
Indtil kommunalreformen i 2007 lå den i Dragsholm Kommune i Vestsjællands Amt, og indtil kommunalreformen i 1970 lå den i Ods Herred, Holbæk Amt.
Kirken består af skib, kor med tresidet afslutning, tårn, sakristi mod nord og to våbenhuse, et mod syd og et mod nord, som er ligkapel.
Skib og kor er opført af frådsten med kampesten foroven. Senere er kirken blevet
overhvælvet, og tårnet og de andre bygninger er tilføjet, dels af kamp, dels af
munkesten. Skibet og koret har meget høje krydshvælvinger, over hvælvingerne er der
en stor rundbuet åbning af frådsten, korafslutningen har tøndehvælving.
Tårnrummet har ligeledes krydshvælving, sakristiet og våbenhusene har bjælkelofter.
Altertavlen er i renæssancestil fra slutningen af det 16. århundrede, men er overmalet; i midterpartiet er der et nyere maleri: korsfæstelsen. Prædikestolen er et enkelt arbejde omtrent fra samme tid som altertavlen. Døbefonten er af granit.
Et nyere Kristusbillede hænger under korbuen. I det søndre våbenhus er der en jernbeslået dør med dyrefigurer. I korbuen en mindetavle af sort marmor over præsten Mikkel Madsen (†1692). I sakristiet findes en ligsten over præsten Mads Mikkelsen (†1650). I tårnrummet er indmuret en ligsten af sort marmor over præsten Ole Pedersen Schytte (†1759). I koret findes en ligsten med året 1638. Den ældste klokke er fra 1508.
Den vestlige del af kirkegårdsmuren er af munkesten. Ved begravelser har det været skik at bære liget omkring kirken, før det blev sænket i graven.

## Galleri
| - Dørfløj fra våbenhuset til skibet - Skibet set mod øst med de høje krydshvælvinger - Korbue og kor med kalkmalerier |